# Provincia de Sơn La
Son La (en vietnamita: Sơn La) es una de las provincias que conforman la organización territorial de la República Socialista de Vietnam.

## Geografía
Son La se localiza en la región de la Costa del Noroeste (Tây Bắc). La provincia mencionada posee una extensión de territorio que abarca una superficie de 14.055 kilómetros cuadrados.

## Demografía
La población de esta división administrativa es de 988.500 personas (según las cifras del censo realizado en el año 2005). Estos datos arrojan que la densidad poblacional de esta provincia es de 70,33 habitantes por cada kilómetro cuadrado.
- Datos: Q33379
- Multimedia: Sơn La / Q33379